# Jackson do Pandeiro
Jackson do Pandeiro, pseudonimo di José Gomes Filho (Alagoa Grande, 31 agosto 1919 – Brasilia, 10 luglio 1982), è stato un cantante e percussionista brasiliano.
È considerato uno dei fondamentali promotori della musica brasiliana del Nordeste insieme a Luiz Gonzaga, nonché uno dei musicisti brasiliani più creativi e influenti, sebbene gran parte del suo riconoscimento sia stato postumo.

## Biografia
Jackson nacque nel Paraíba, una regione nel nord-est del Brasile. Sua madre, Flora Mourão, era una musicista e cantante che suonava diversi strumenti a percussione. Da bambino inizialmente voleva suonare la fisarmonica, ma i suoi genitori non potevano permetterselo e al suo posto gli comprarono un pandeiro, un tipo di tamburello. I suoi esordi musicali avvennero tuttavia con la zabumba, che iniziò a suonare per assistere la madre durante le sue esibizioni. Quando Jackson aveva 13 anni, la famiglia si trasferì a Campina Grande, sempre nel Paraíba. Dopo il trasloco, Jackson visse anche a João Pessoa, dove si esibì in vari cabaret e alla radio, e a Recife, dove iniziò a lavorare in una stazione radio e assunse lo pseudonimo di "Jackson do Pandeiro". Originariamente sua madre lo aveva soprannominato "Jack", dal nome dell'attore Jack Perry, che recitava in alcuni film western popolari in Brasile all'epoca della giovinezza di Jackson.
Riscosse il suo primo successo con Sebastiana, una canzone basata su alcuni ritmi tradizionali brasiliani. A questo singolo fece seguito una serie di album che riscossero un buon successo di pubblico in tutto il Brasile. Poco dopo, si unì alla sua futura moglie Almira Castilhos de Albuquerque in un viaggio a Rio de Janeiro: i due, che si erano esibiti insieme in duo, si sposarono nell'ottobre 1954. Tuttavia, sia la collaborazione musicale sia il matrimonio si conclusero nel 1967, con la popolarità di Jackson che cominciò a declinare. Jackson ritrovò il successo alcuni anni più tardi più tardi, quando Gilberto Gil e Gal Costa registrarono nuovamente alcuni dei suoi brani nel 1972.

## Discografia
- 1955: Jackson do Pandeiro
- 1956: Forró do Jackson
- 1957: Jackson e Almira – Os Donos do Ritmo
- 1958: Forró do Jackson
- 1959: Jackson do Pandeiro
- 1960: Sua Majestade – o Rei do Ritmo
- 1960: Cantando de Norte a Sul
- 1961: Ritmo, Melodia e a Personalidade de Jackson do Pandeiro
- 1961: Mais Ritmo
- 1962: A Alegria da Casa
- 1962: ...É Batucada!
- 1963: Forró do Zé Lagoa
- 1964: Tem Jabaculê
- 1964: Coisas Nossas
- 1965: ...E Vamos Nós!
- 1966: O Cabra da Peste
- 1967: A Braza do Norte
- 1970: Aqui Tô Eu
- 1971: O Dono do Forró
- 1972: Sina de Cigarra
- 1973: Tem Mulher, Tô Lá
- 1974: Nossas Raízes
- 1975: A Tuba da Muié
- 1976: É Sucesso
- 1977: Um Nordestino Alegre
- 1978: Alegria Minha Gente
- 1980: São João Autêntico de Jackson do Pandeiro
- 1981: Isso é que é Forró!